# 查莉妲·克倫潘
查莉妲·克倫潘 （羅馬化：Chalida Klampan，1995年4月28日—），小名Sandy，為泰國第8電視臺旗下女演員。

## 個人簡歷

### 早期生活
Sandy於1995年4月28日出生於泰國，畢業於易三倉大學的傳播藝術學院。

### 演藝經歷
Sandy在父親和家人的支持下，通過參加2014年泰國世界小姐大賽出名，讓她有機會積累經驗，包括成為演藝圈門戶。她在大賽中入圍前十強，獲得了特別獎"擁有好身材漂亮肌的小姐"（Miss That's so หุ่นดี ผิวสวย），也進而與泰國第8電視台簽約，成為旗下藝人。

### 個人生活
2023年3月3日，Sandy與長跑多年的飛行員男友諾帕瓦·迪亞薩琳（Jom）於飯店舉行盛大婚禮。
2023年4月9日，Sandy與個人Instagram宣布懷孕喜訊。

## 影視作品

### 電視劇
| 首播年份 | 戲名                 | 戲名   | 播放平台 | 角色                          | 備註 |
| 首播年份 | 譯名                 | 原文名 | 播放平台 | 角色                          | 備註 |
| 2016年   | 《阿修羅的愛咒2016》 |        | Thai Ch8 | Nampeung                      | 主演 |
| 2016年   | 《孽愛情殤》         |        | Thai Ch8 | Rosakun （Roth）              | 主演 |
| 2019年   | 《花開花落不寂寞》   |        | Thai Ch8 | Buh                           | 主演 |
| 2019年   | 《嫉妒之火》         |        | Thai Ch8 | Mirin Rungrueangtham （Mimi） | 主演 |
| 2020年   | 《愛鬧鬼系列之幻影》 |        | Thai Ch8 | Weena                         | 主演 |
| 2020年   | 《妻之火》           |        | Thai Ch8 | Uam                           | 配角 |
| 2022年   | 《惡魔之首》         |        | Thai Ch8 | Rungnapha                     | 配角 |
| 2023年   | 《仇恨情歌》         |        | Thai Ch8 | Saengduean                    | 配角 |

## 外部連結
- 查莉妲·克倫潘的Instagram帳戶（泰文）